# Емельянов, Владимир Владимирович (востоковед)
Влади́мир Влади́мирович Емелья́нов (род. 30 апреля 1969, Ленинград, СССР) — российский востоковед-шумеролог, литературовед, переводчик и поэт. Кандидат исторических наук, доктор философских наук, профессор.

## Биография
В 1992 году окончил восточный факультет СПбГУ.
В 1997 году получил степень кандидата исторических наук (диссертация «Ниппурский календарь как источник по истории шумеро-аккадской культуры». научный руководитель — И. М. Дьяконов).
В 2005 году защитил докторскую диссертацию по религиоведению на тему «Календарный ритуал в шумерской религии и культуре (категория МЕ и весенние праздники)» (научный консультант — д. и. н. В. А. Якобсон).
Профессор с 2010 года.
Преподаватель исторического, философского (с 1997), восточного (с 2008) и филологического (с 2021) факультетов СПбГУ.

## Деятельность
Автор более 130 научных публикаций. Основные труды по истории шумерской культуры (календарные праздники и ритуалы, заговоры, эпос, политическая идеология, эстетические представления). Подготовил к печати издание так называемого «Ассиро-вавилонского эпоса» В. К. Шилейко (2007) и первый сборник поэта В. Е. Щировского (2007).
За работы по календарно-праздничным текстам древней Месопотамии и их влиянию на дальнейшие цивилизации Ближнего Востока награждён медалью с премией имени Б. Б. Пиотровского СПбО РАН (2024).

## Список произведений

### Монографии
- Ниппурский календарь и ранняя история Зодиака. — СПб.: Петербургское востоковедение, 1999. — 272 с. — (Orientalia). — 1,000 экз. — ISBN 5-85803-112-9.
- Древний Шумер. Очерки культуры. — 2-е изд. — СПб.: Петербурское Востоковедение, 2003. — 319 с. — (Мир Востока). — ISBN 5-85803-235-4.
- Ритуал в Древней Месопотамии. — СПб.: Петербургское востоковедение, 2003. — 320 с. — (Мир Востока). — 5,000 экз. — ISBN 978-5-85803-247-8.
- Шумерский календарный ритуал (Категория МЕ и весенние праздники). — СПб.: Петербургское Востоковедение, 2009. — 432 с. — (Orientalia). — 1,000 экз. — ISBN 978-5-85803-409-4.
- Гильгамеш. Биография легенды. — М.: Молодая гвардия, 2015. — 358 с. — (Малая серия ЖЗЛ). — ISBN 978-5-235-03800-4.
- Вольдемар Казимирович Шилейко. Научная биография. — СПб.: Петербургское Востоковедение, 2019. — 447 с. — (Петербургское востоковедение. Orientalia). — ISBN 978-5-85803-528-2.
- Между жертвой и спасением. Календари и праздники Ближнего Востока. — СПб.: Евразия, 2020. — 288 с. — (Parvus Libellus). — ISBN 978-5-8071-0491-5.
- Древняя Месопотамия в русской литературе. Исследования и антология. — СПб.: Петербургское Востоковедение, 2021. — 592 с. — ISBN 978-5-85803-571-8.

### Статьи
- Шумерские заклинания консекрации в связи с пониманием святости у шумеров // Палестинский сборник. — 1998. — № 35. — С. 39—60.
- Древневосточные корни ислама // Исламская культура в мировой цивилизации и новые идеи в философии. — Уфа-СПб.: 2001. С. 61—93.
- Эпос о Нинурте и Анзу (предисловие, перевод с аккадского, примечания) // Вестник древней истории. — 2004. — № 4. — С. 232—247.
- В. К. Шилейко и его «Ассиро-вавилонский эпос» // Ассиро-вавилонский эпос. — СПб.: Наука, 2007. — (Литературные памятники). — С. 468—555.
- Владимир Щировский в садах двадцать первого века // Щировский В. Танец души. — М.: Водолей, 2007. — С. 98-124.
- Религия древней Месопотамии в современной историографии // Историография истории Древнего Востока. — Т. 1. — М.: Высшая школа. 2008. — С. 572—628.
- Предфилософия Древнего Востока как источник нового философского дискурса // Вопросы философии, 2009. — № 9. — С. 153—163.
- Идея вечного возвращения в шумерской культуре // Вестник СПбГУ. Серия 13. — 2009. — Вып. 2. — С. 58—68.